# 德鲁苏斯·尤里乌斯·凯撒
德魯蘇斯·尤利烏斯·凱撒（拉丁語：Drusus Julius Caesar，前14年10月7日—23年9月14日），是提比略皇帝的兒子，在公元19年他的養兄日耳曼尼庫斯去世後，他成為羅馬皇帝的繼承者。
他出生在羅馬，是提比略和他的第一任妻子維普薩妮亞·阿格里皮娜的兒子，屬於克勞迪亞氏族的一個顯赫分支。他出生時的名字是尼祿·克勞狄烏斯·德魯甦斯（Nero Claudius Drusus），以他的叔叔尼祿·克勞狄·德魯蘇斯之名命名。在公元4年，他的父親被奧古斯都收養入儒略家族後，他改名為德魯蘇斯·尤利烏斯·凱撒。
德魯蘇斯於公元 10 年以財務官一職首次進入政界。他的政治生涯與日耳曼尼庫斯的政治生涯相似，並且在與他相同的年齡擔任所有職務。遵循奧古斯都的模式，打算兩人一起統治。卡西烏斯·狄奧在他的羅馬歷史中稱他為“卡斯托”，將他和日耳曼尼庫斯比作羅馬神話中的雙胞胎卡斯托耳和波鲁克斯。
德魯甦斯於23年9月14日突然死亡，似乎是出於自然原因。有歷史學家，如塔西佗和蘇埃托尼烏斯，聲稱他死於與強大的羅馬執政官塞揚努斯的不和。他們聲稱他被謀殺了。在他們的敘述中，塞揚努斯勾引了他的妻子莉薇拉，並在醫生的幫助下毒害了他。儘管有謠言，提比略並沒有懷疑塞揚努斯，兩人一直是朋友，直到塞揚努斯於約31年時失去權勢。